# الميثاق الإفريقي لحقوق الإنسان والشعوب
الميثاق الإفريقي لحقوق الإنسان والشعوب  هو معاهدة دولية صاغتها الدول الإفريقية تحت غطاء منظمة الوحدة الإفريقية (الاتحاد الإفريقي حاليا) في 27 يونيو 1981، بينما دخلت حيز التنفيذ في 21 أكتوبر 1986.

## التاريخ والسياق
الميثاق الإفريقي لحقوق الإنسان والشعوب تم صياغته في 27 يونيو 1981 في نيروبي (كينيا) بمناسبة الدورة الثامنة عشر لمنظمة الوحدة الإفريقية. دخل الميثاق حيز التنفيذ في 21 أكتوبر 1986، بعد أن صادق عليه 25 دولة من الدول الإفريقية. يعتمد الميثاق أساسا على ميثاق منظمة الوحدة الإفريقية وميثاق الأمم المتحدة والإعلان العالمي لحقوق الإنسان حيث يوجد في مقدمة الميثاق:
وإذ تؤكد مجددا تعهدها الرسمي الوارد في المادة 2 من الميثاق المشار إليه بإزالة جميع أشكال الاستعمار من إفريقيا وتنسيق وتكثيف تعاونها وجهودها لتوفير ظروف حياة أفضل لشعوب إفريقيا وتنمية التعاون الدولي آخذة في الحسبان ميثاق منظمة الأمم المتحدة والإعلان العالمي لحقوق الإنسان.
يهدف هذا الميثاق إلى الرفع من المستوى المعيشي للأفارقة ومكافحة جميع أشكال العنف والتمييز الناتجة عن الإستعمار الخارجي الذي تستهدفه هذه الوثيقة بترك المستعمرات وتثبيت الديمقراطية في الدول الإفريقية، وكذلك التذكير بما ينص عليه الإعلان العالمي لحقوق الإنسان وما تنص عليه قواعد وقوانين الأمم المتحدة بحريات الشعوب وحقوق الإنسان.

## الأحكام الأساسية
تنص المادة الثانية على عدم التمييز على أساس العنصر أو العرق أو اللون أو الجنس أو اللغة أو الدين أو الرأي السياسي أو أي رأي آخر، أو المنشأ الوطني أو الاجتماعي أو الثروة أو المولد أو أي وضع آخر.

المواد الثمانية عشر الأولى تعرف الحقوق الفردية والمدنية والاجتماعية.

المواد من 19 إلى 24 تعرف حقوق الشعوب والمساواة بينها: الحق في الوجود، التصرف بحرية في الثرواة والموارد الطبيعية لكل بلد، الحق في التنمية والنمو الإقتصادي والثقافي والاجتماعي، وكذلك الحق في السلام والأمن، والحق في بيئة نظيفة وآمنة. تدين الإتفاقية بالإستعمار والإستعمار الجديد والأبارتيد، والصهيونية والتبعية الاقتصادية.

في الجزء الثاني من المادة العشرين ينص الميثاق على حق الشعوب «المستعمرة المقهورة» في التحرر واستعمال كل الطرق المعترف بها من أجل الاستقلال من «أغلال السيطرة».

المادتين 27 و29 تنصان على الواجبات التي «تقع على عاتق كل شخص واجبات نحو أسرته والمجتمع ونحو الدولة وسائر المجموعات المعترف بها شرعا ونحو المجتمع الدولي.».

الجزء الثاني من الميثاق ينص على تكوين وتنظيم اللجنة الإفريقية لحقوق الإنسان والشعوب من أجل النهوض بحقوق الإنسان والشعوب في إفريقيا وحمايتها".

الجزء الثالث من الميثاق يحتوي على مواد مختلفة عن العلاقات بين الدول وشروط التصديق والتوقيع والدخول احيز التنفيذ وأحكام أخرى.

## الدول المصادقة
أخر تصديق: إرتريا في 14 يناير 1999.
يوجد أسفله: الدول/تاريخ المصداقة.
| - مالي: 21 ديسمبر 1981. - غينيا: 16 فبراير 1982. - ليبيريا: 4 أغسطس 1982. - توغو: 5 نوفمبر 1982. - جمهورية الكونغو: 9 ديسمبر 1982. - تونس: 16 مارس 1983. - غامبيا: 8 يونيو 1983. - نيجيريا: 22 يونيو 1983. - رواندا: 15 يوليو 1983 - سيراليون: 21 سبتمبر 1983. - زامبيا: 10 يناير 1984. - تنزانيا: 18 فبراير 1984. - مصر: 20 مارس 1984. - بوركينا فاسو: 6 يوليو 1984. - الصومال: 31 يوليو 1985. - غينيا بيساو: 4 ديسمبر 1985. - بنين: 20 يناير 1986. - السودان: 18 فبراير 1986. - الغابون: 20 فبراير 1986. - غينيا الاستوائية: 7 أبريل 1986. - جمهورية إفريقيا الوسطى: 26 أبريل 1986. - الجمهورية العربية الصحراوية الديمقراطية: 2 مايو 1986. - أوغندا: 10 مايو 1986. - ساو توميه وبرينسيب: 23 مايو 1986. - زيمبابوي: 30 مايو 1986. - جزر القمر: 1 يونيو 1986. | - موريتانيا: 14 يونيو 1986. - السنغال: 15 يونيو 1986. - النيجر: 15 يوليو 1986. - بوتسوانا: 17 يوليو 1986. - ليبيا: 19 يوليو 1986. - التشاد: 9 أكتوبر 1986. - الجزائر: 1 مارس 1987. - الرأس الأخضر: 2 يونيو 1987. - جمهورية الكونغو الديمقراطية: 20 يوليو 1987. - غانا: 24 يناير 1989. - موزمبيق: 22 فبراير 1989. - الكاميرون: 20 يونيو 1989. - بوروندي: 28 يوليو 1989. - مالاوي: 17 نوفمبر 1989. - أنغولا: 2 مارس 1990. - دجيبوتي: 11 نوفمبر 1991. - ساحل العاج: 6 يناير 1992. - كينيا: 23 يناير 1992. - ليسوتو: 10 فبراير 1992. - مدغشقر: 9 مارس 1992. - سيشل: 13 أبريل 1992. - موريشيوس: 19 يونيو 1992. - ناميبيا: 30 يوليو 1992. - جنوب إفريقيا: 9 يوليو 1996. - إثيوبيا: 15 يونيو 1998. - إرتريا: 14 يناير 1999. |

## بروتوكولات للميثاق
- بروتوكول ملحق بالميثاق الإفريقي لحقوق الإنسان والشعوب، لإنشاء محكمة إفريقية لحقوق الإنسان والشعوب، آعتمد في واغادوغو في يونيو 1998.
- بروتوكول ملحق بالميثاق الإفريقي لحقوق الإنسان والشعوب، بشأن حقوق المرأة، آعتمد في مابوتو في يوليو 2003. ينص أيضا على حظر ختان الإناث.

## وصلات خارجية
- الموقع الرسمي للإتحاد الإفريقي.
- النص الكامل للميثاق بالعربية على موقع جامعة مينيسوتا الأمريكية.